# Arhynchobatidae
Az Arhynchobatidae a porcos halak (Chondrichthyes) osztályába és a rájaalakúak (Rajiformes) rendjébe tartozó család.
A családba 104-105 élő faj tartozik.

## Tudnivalók
Az Arhynchobatidae ráják, mint porcoshal-család minden óceánban megtalálhatók, azonban a különböző fajok előfordulási területe, csak egy-egy kis óceánrészre vagy tengerre korlátozódik. Ezek a porcos halak fajtól függően 4-342 centiméteresek.

## Rendszerezés
A családba az alábbi 13 nem tartozik:
- Arhynchobatis Waite, 1909 - 1 faj; típusnem
- Atlantoraja Menni, 1972 - 3 faj
- Bathyraja Ishiyama, 1958 - 53-54 faj
- Brochiraja Last & McEachran, 2006 - 8 faj
- Insentiraja Yearsley & Last, 1992 - 2 faj
- Irolita Whitley, 1931 - 2 faj
- Notoraja Ishiyama, 1958 - 12 faj
- Pavoraja Whitley, 1939 - 6 faj
- Psammobatis Günther, 1870 - 8 faj
- Pseudoraja Bigelow & Schroeder, 1954 - 1 faj
- Rhinoraja Ishiyama, 1952 - 3 faj
- Rioraja Whitley, 1939 - 1 faj
- Sympterygia J. P. Müller & Henle, 1837 - 4 faj

## Képek

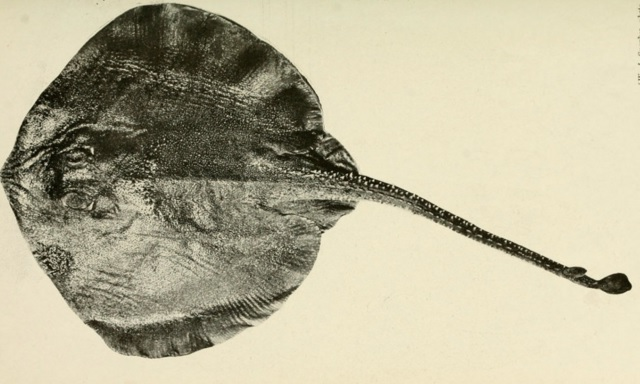
Arhynchobatis asperrimus
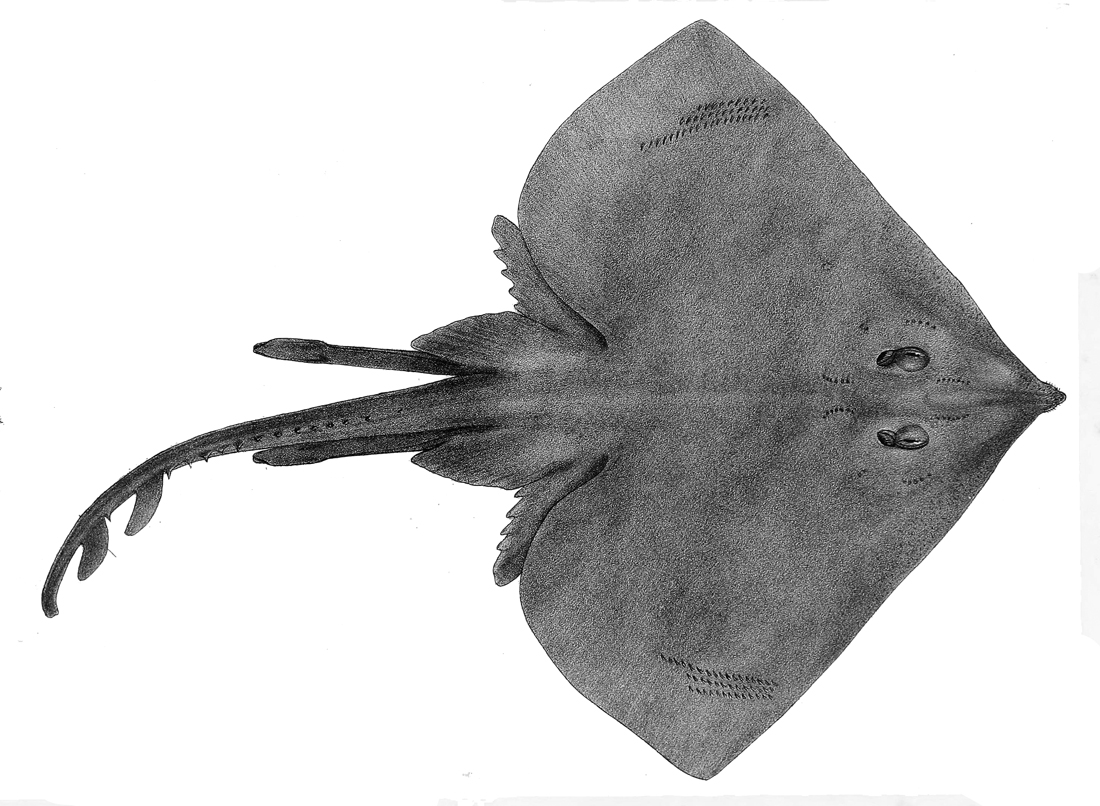
Atlantoraja platana
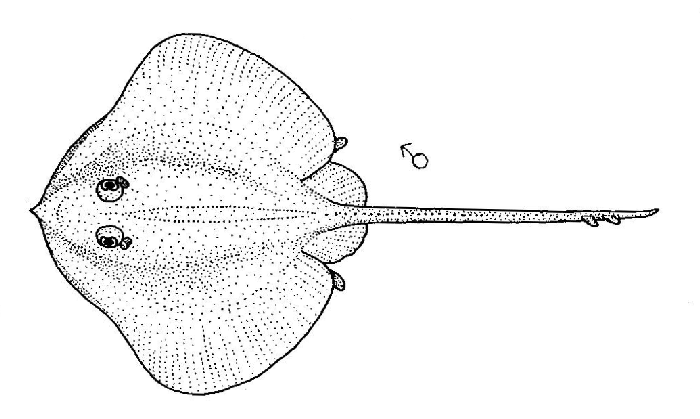
Brochiraja asperula
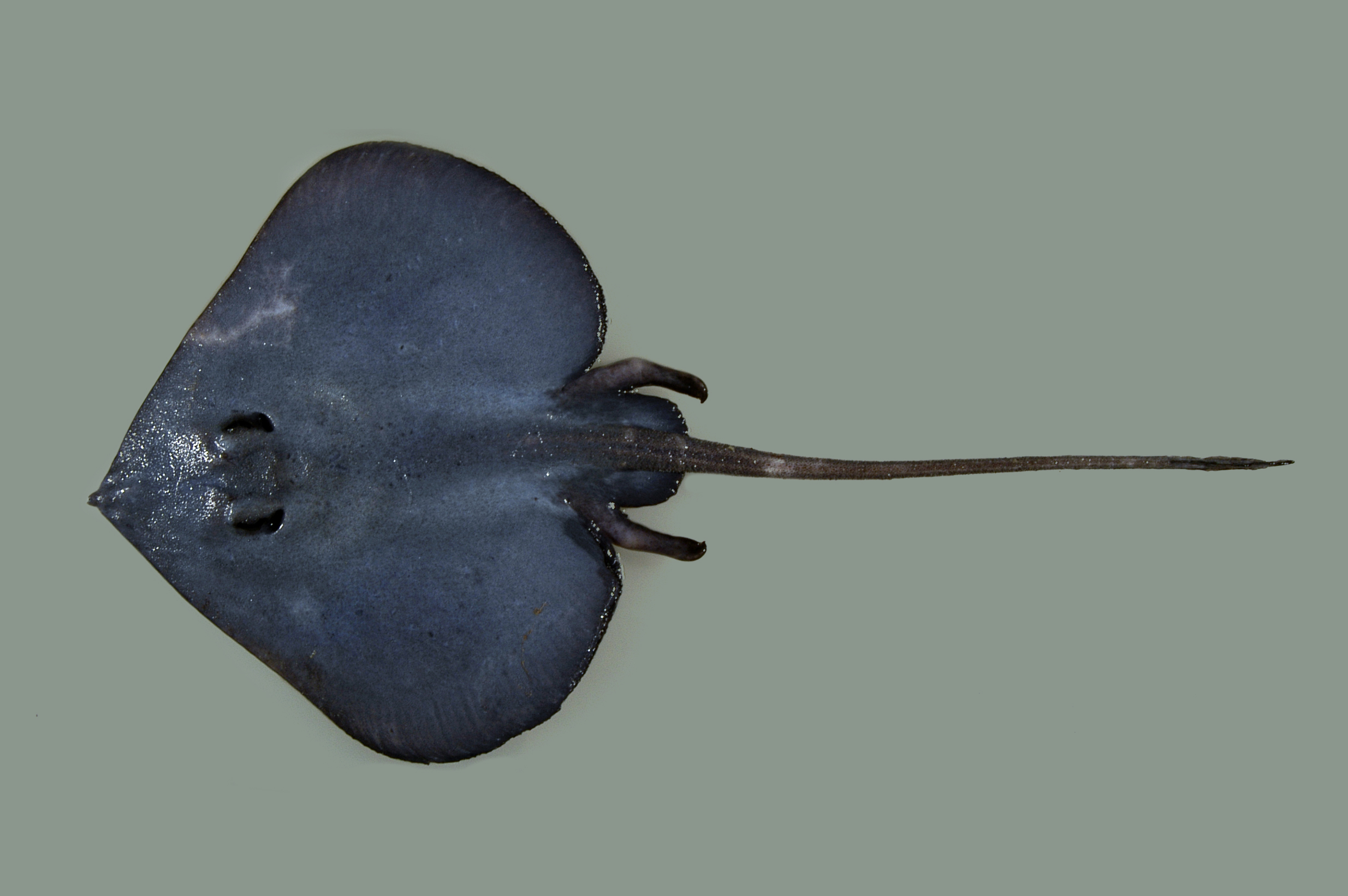
Insentiraja subtilispinosa
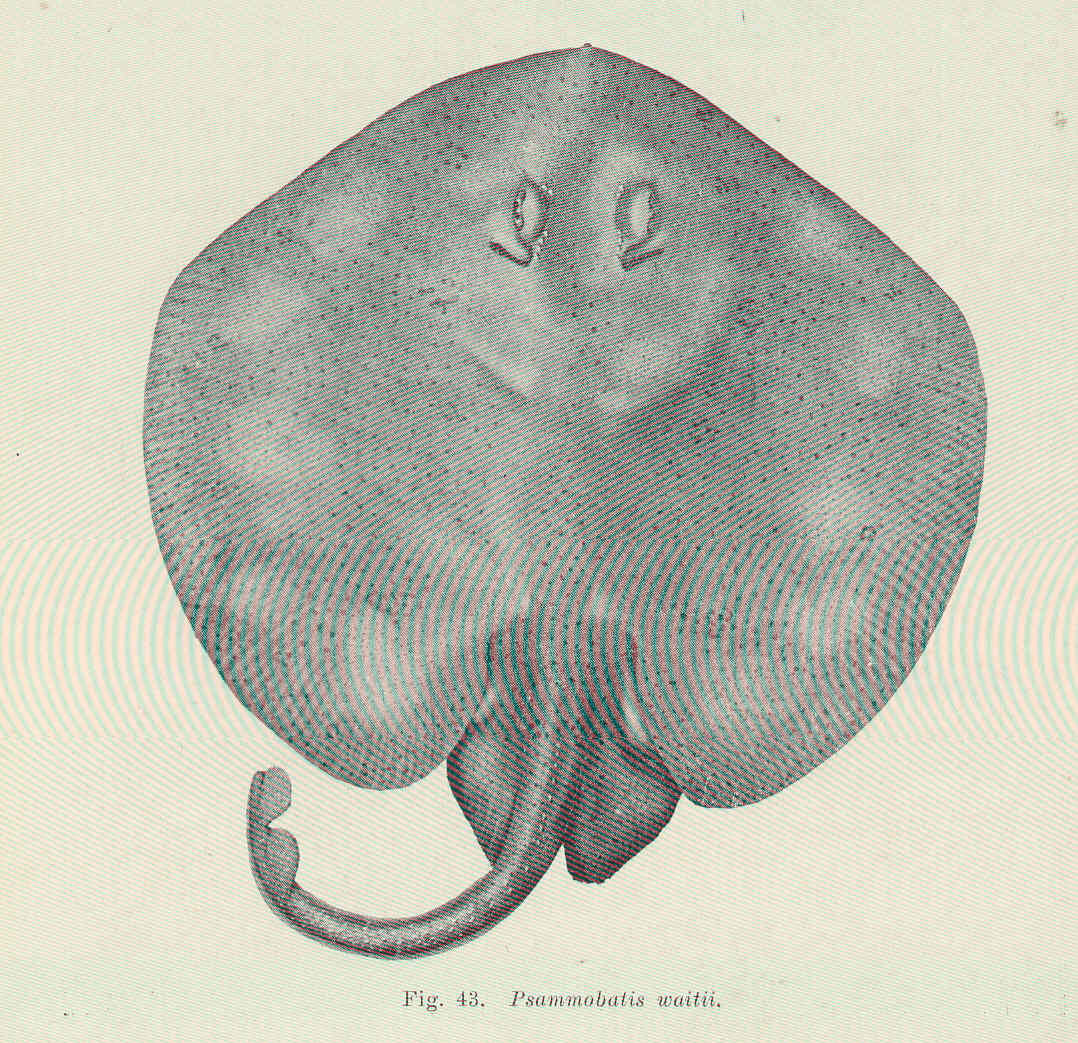
Irolita waitii
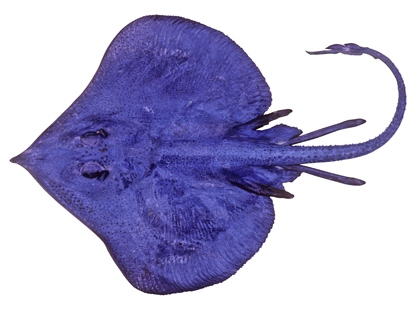
Notoraja azurea
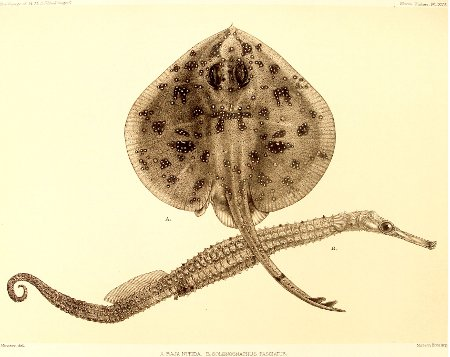
Pavoraja nitida
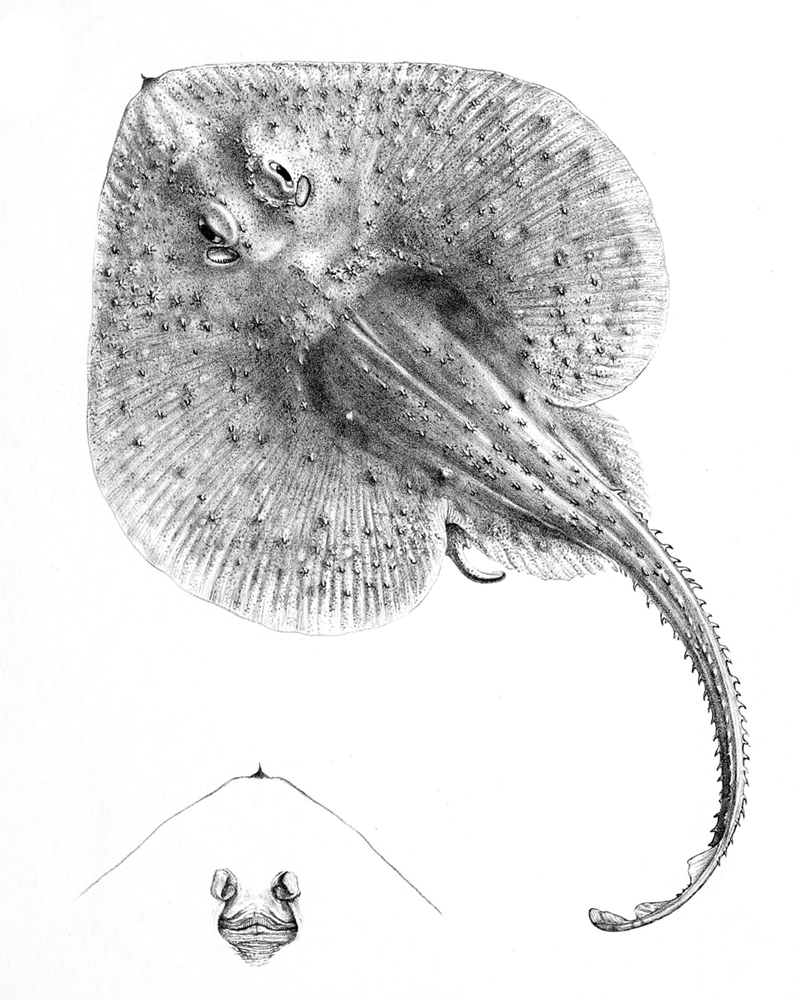
Psammobatis rutrum
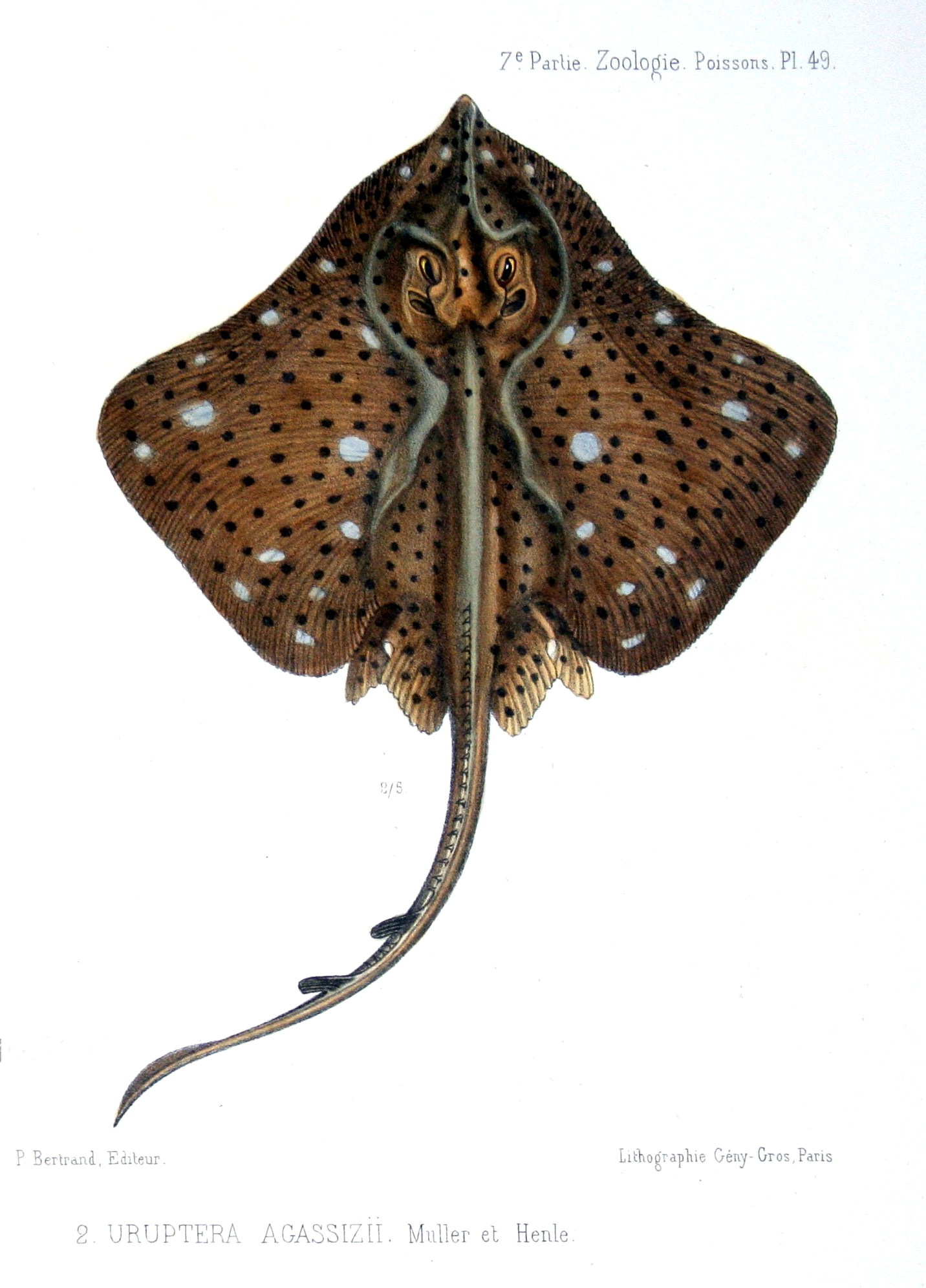
Rioraja agassizii
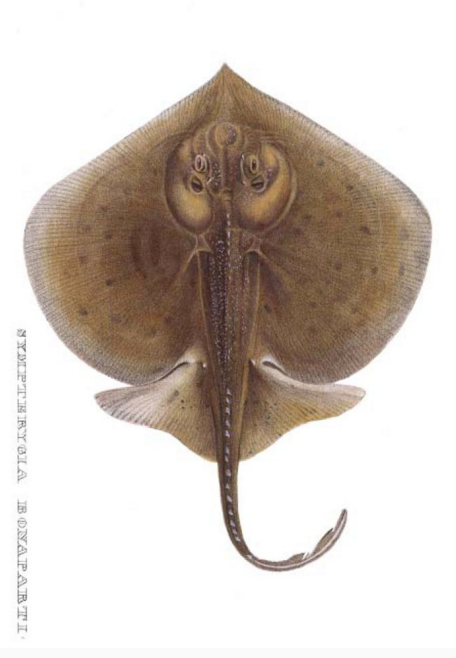
Sympterygia bonapartii